# Bolehlav plamatý
Bolehlav plamatý (Conium maculatum) je prudce jedovatá rostlina z čeledi miříkovitých.
Je rozšířena po většině Evropy (s výjimkou severní Skandinávie), v Asii osidluje území od horního toku Jeniseje po Írán, vyskytuje se i na severu i jihu Afriky. Jako druhotný je jeho výskyt chápán na Kanárských ostrovech, v USA, Mexiku, Jižní Americe a na Novém Zélandu.
Na českém území se objevil poprvé ve středověku a zdomácněl zde.
V průběhu 20. století postupně mizel, k překvapivému zlomu však došlo v osmdesátých letech, kdy se začal masivně šířit okolo cest, na rumištích a na skládkách. V současné době se roztroušeně vyskytuje po celém území ČR v teplých nížinných oblastech (tj. cca do 600 m n. m.).

## Vzhled
Bolehlav je jednoletá až dvouletá, 1–2,5 metru vysoká bylina s přímou, bohatě větvenou, dutou, rýhovanou, lysou a ojíněnou lodyhou, ve spodní části červeně skvrnitou. Vytváří kůlovité bělavé kořeny. Vadnoucí a schnoucí odporně páchne myšinou.
Listy jsou zpeřené, v obrysu trojúhelníkové, 2–5× zpeřené, členěné na řapíčkaté lístečky a až 50 cm dlouhé. Horní jsou pochvovitě přisedlé, dolní řapíkaté.
Kvete v květnu až srpnu. Korunní lístky květů jsou bílé a do 1,5 mm dlouhé. Květy jsou sdruženy v dlouze stopkatém okolíku složeném ze 7–20 okolíčků.
Plodem jsou zelenavě hnědé vejčitě smáčklé dvounažky dlouhé asi 3 mm.

## Stanoviště
Roste na teplých stanovištích v nížinách a podhůří na rumištích a navážkách, hnojištích a kompostech, či podél cest v příkopech a na březích řek. Dále jej lze nalézt na polích či zahradách. Upřednostňuje kypré hlinité půdy s dostatkem vlhkosti a dusíku.

## Obsahové látky
Celá rostlina obsahuje alkaloidy koniin, N-methylkoniin, konhydrin, pseudokonhydrin, konicein a řadu dalších látek.

## Otravy
V antice byl bolehlav plamatý součástí jedů, které se používaly k popravám či byly populární mezi traviči. Odvar z bolehlavu byl také zřejmě součástí jedu, který byl podán Sokratovi.
K otravě může dojít ovšem i náhodou, nejčastěji při záměně bolehlavu s některou kořenovou nebo listovou zeleninou či kořením z čeledi miříkovitých.
Hlavní účinnou látkou je koniin. Vstřebává se v trávicí soustavě i přes pokožku, otrávit se lze i při intenzívním vonění ke květům. Nejprve působí povzbudivě, posléze ale začne blokovat povely míchy a prodloužené míchy. Následkem je obrna kosterního svalstva a zástava dechu (člověk se za jasného vědomí udusí). Krom toho se u slabších otrav objeví zažívací obtíže a zvýšené slinění.
Prognóza přežití otravy je obvykle vysoce nepříznivá. I při požití malého množství jedu (rostliny) je nutno co nejrychleji vyvolat zvracení a urychleně vyhledat lékařskou pomoc. Podávají se projímadla a živočišné uhlí na urychlené odstranění jedu a k nim některé stimulanty (strychnin, kofein) na omezení jeho účinků.

## Využití
Krom výše zmíněného využití v travičství a při popravách byl bolehlav používaný v lékařství a léčitelství jako sedativum, analgetikum nebo spasmolytikum. Tato praxe byla opuštěna po nalezení řady stabilnějších a méně nebezpečných léků podobného účinku.

## Galerie

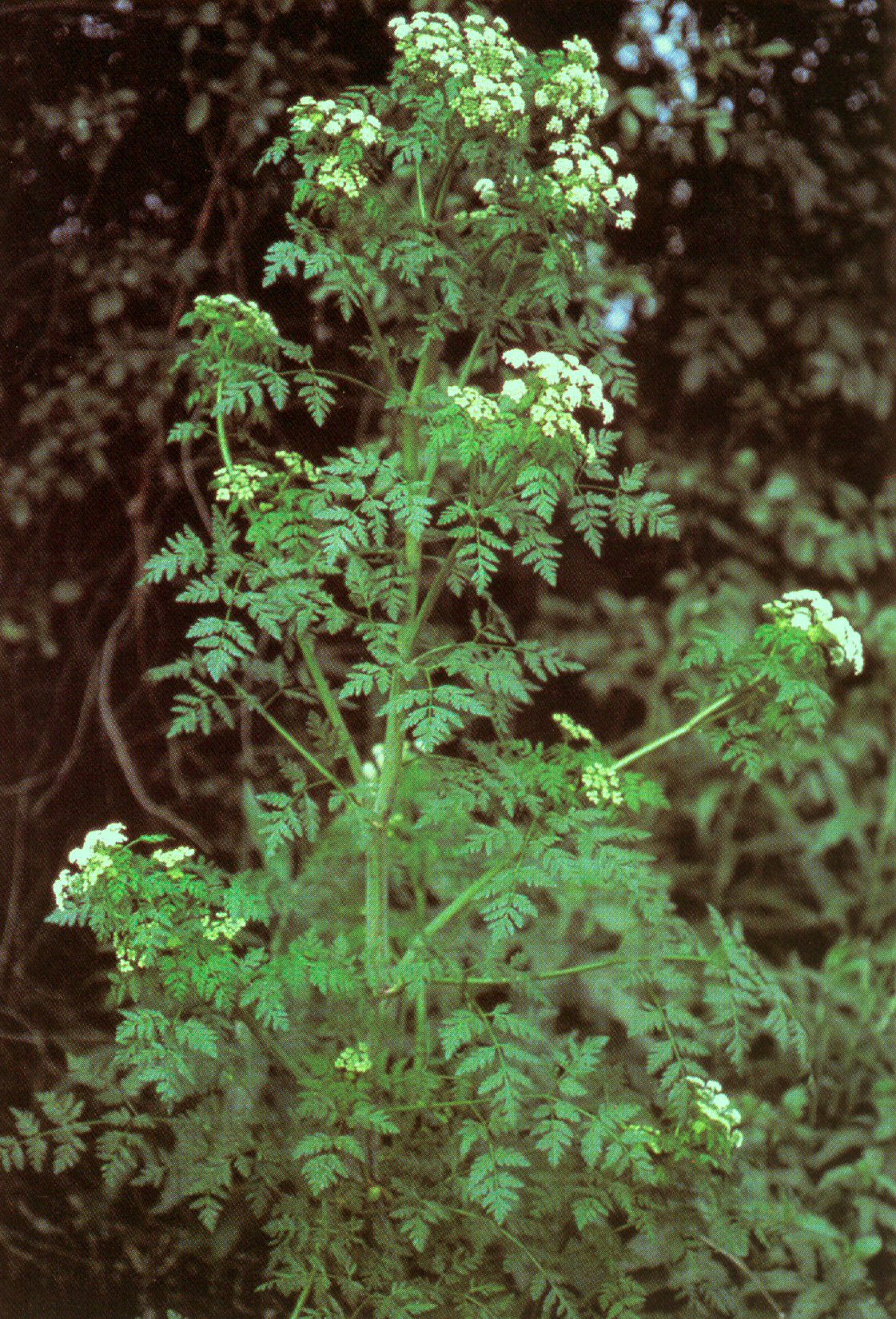
kvetoucí rostlina
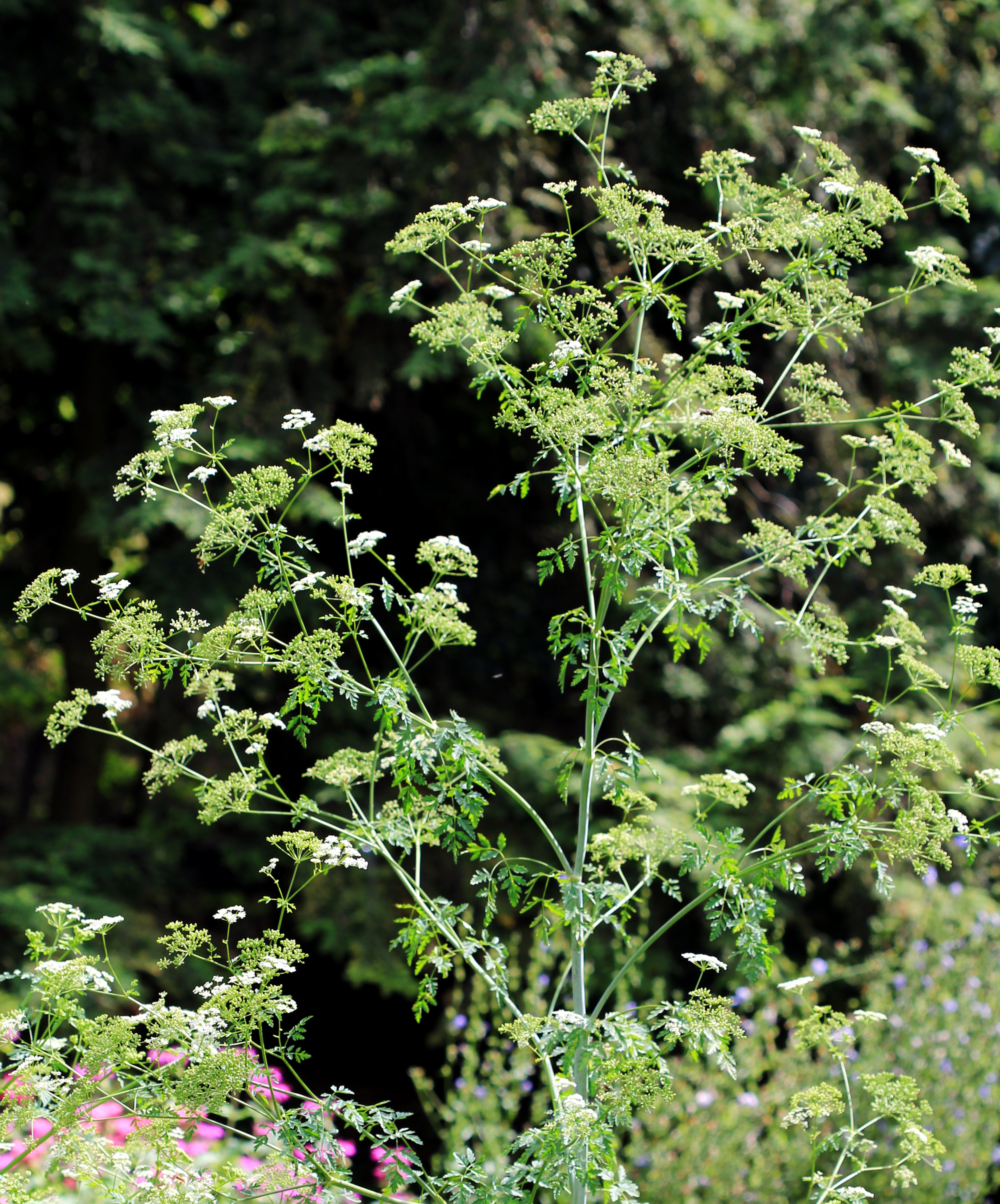
kvetoucí rostlina
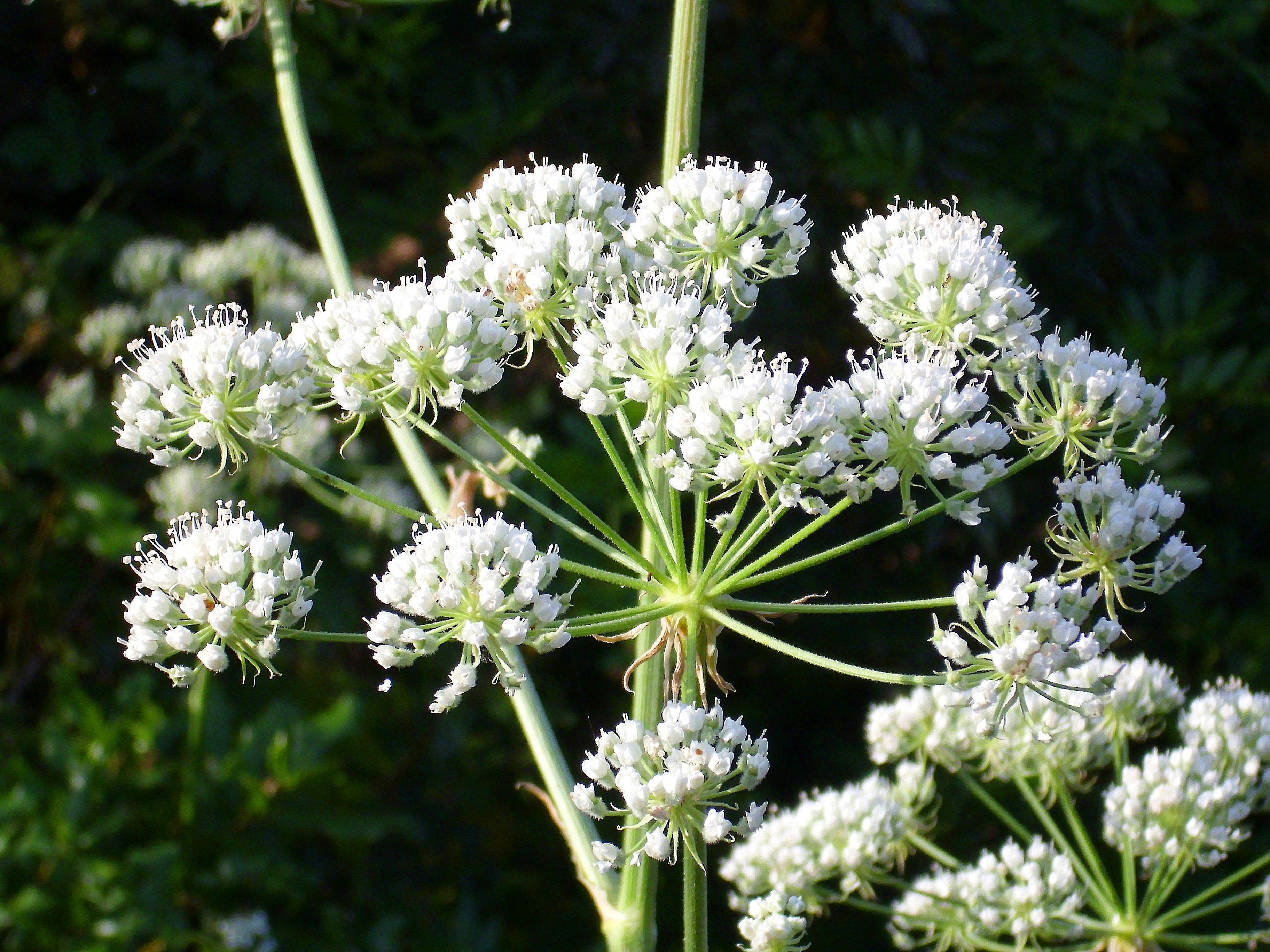
květenství
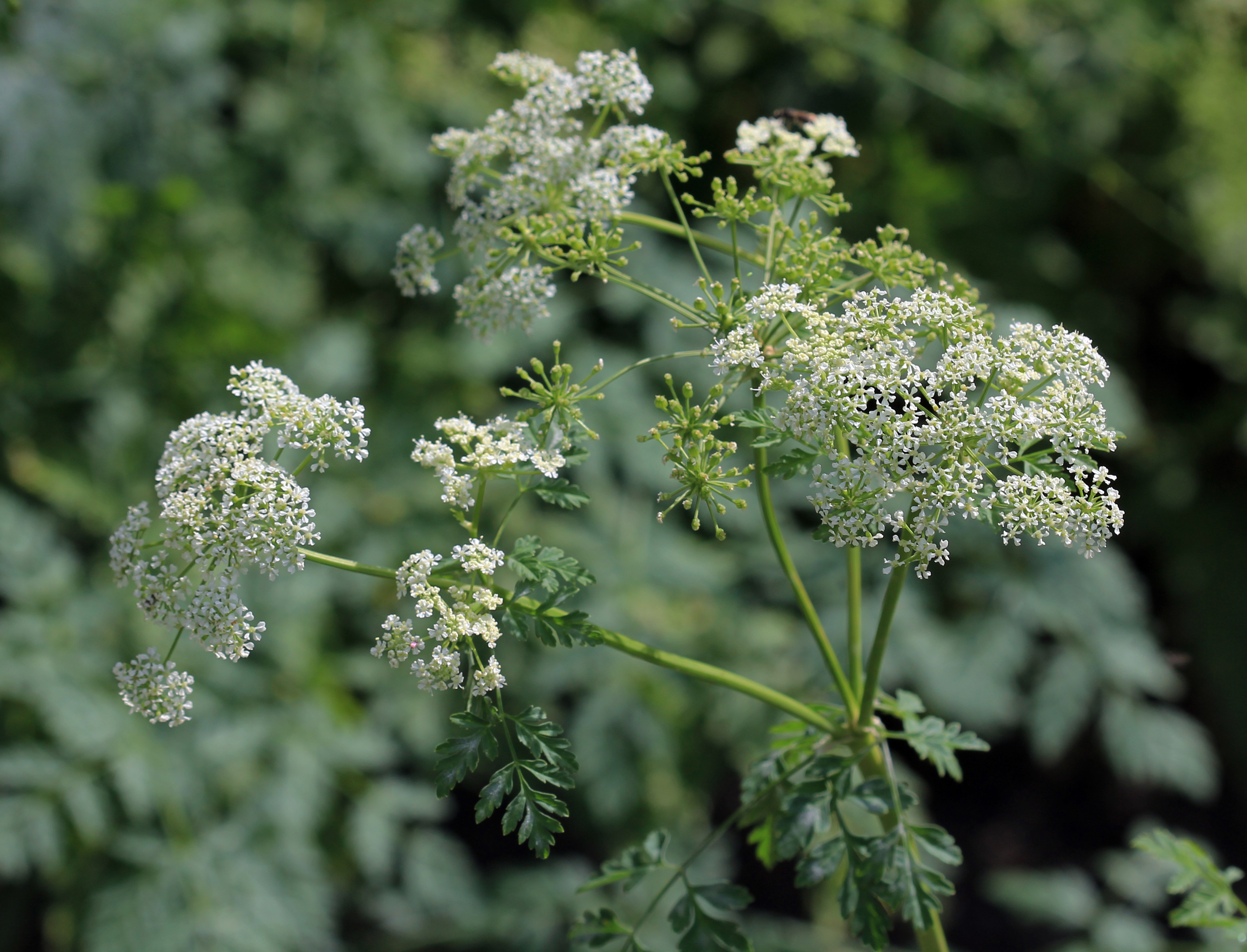
květenství
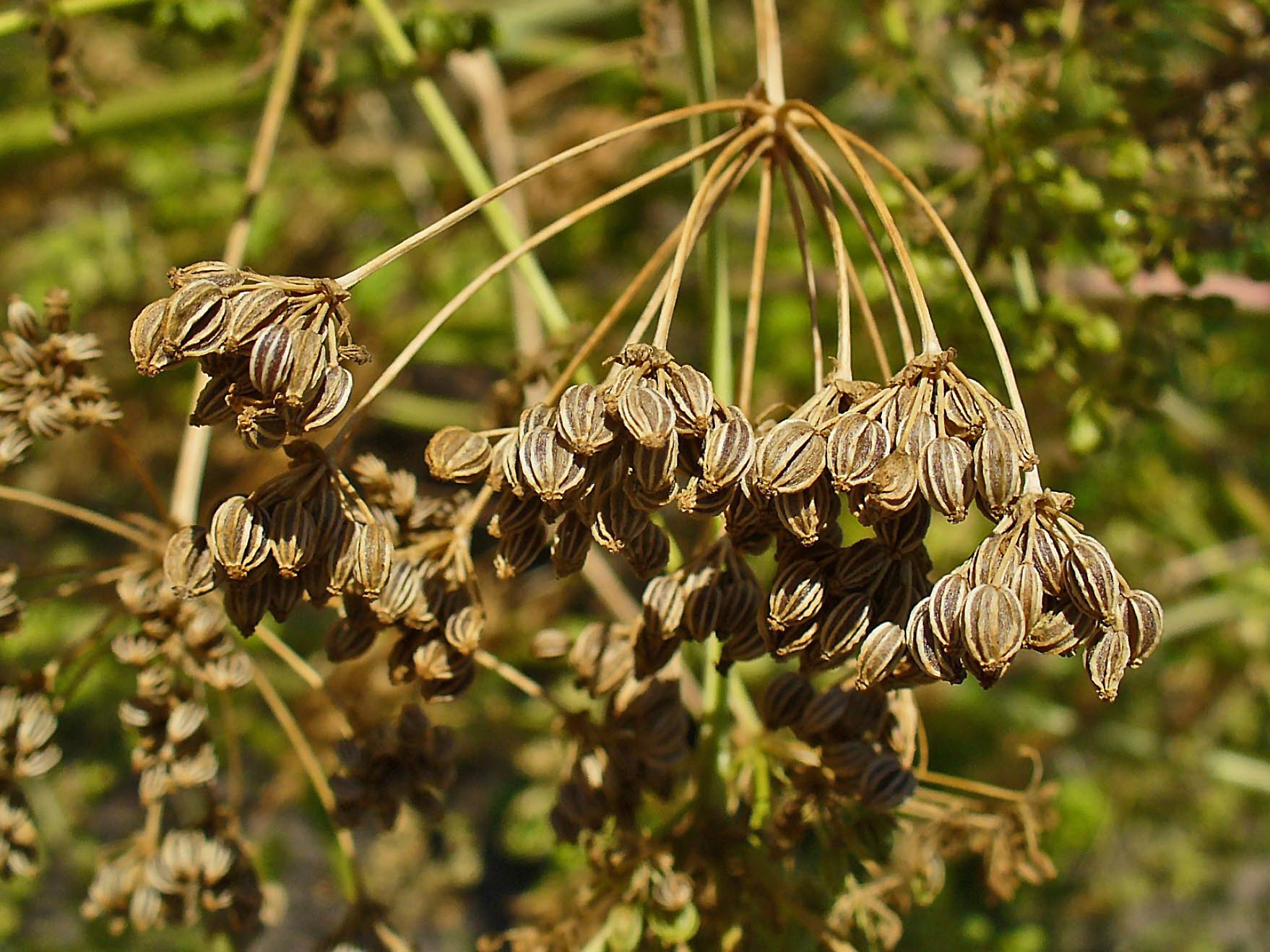
plody
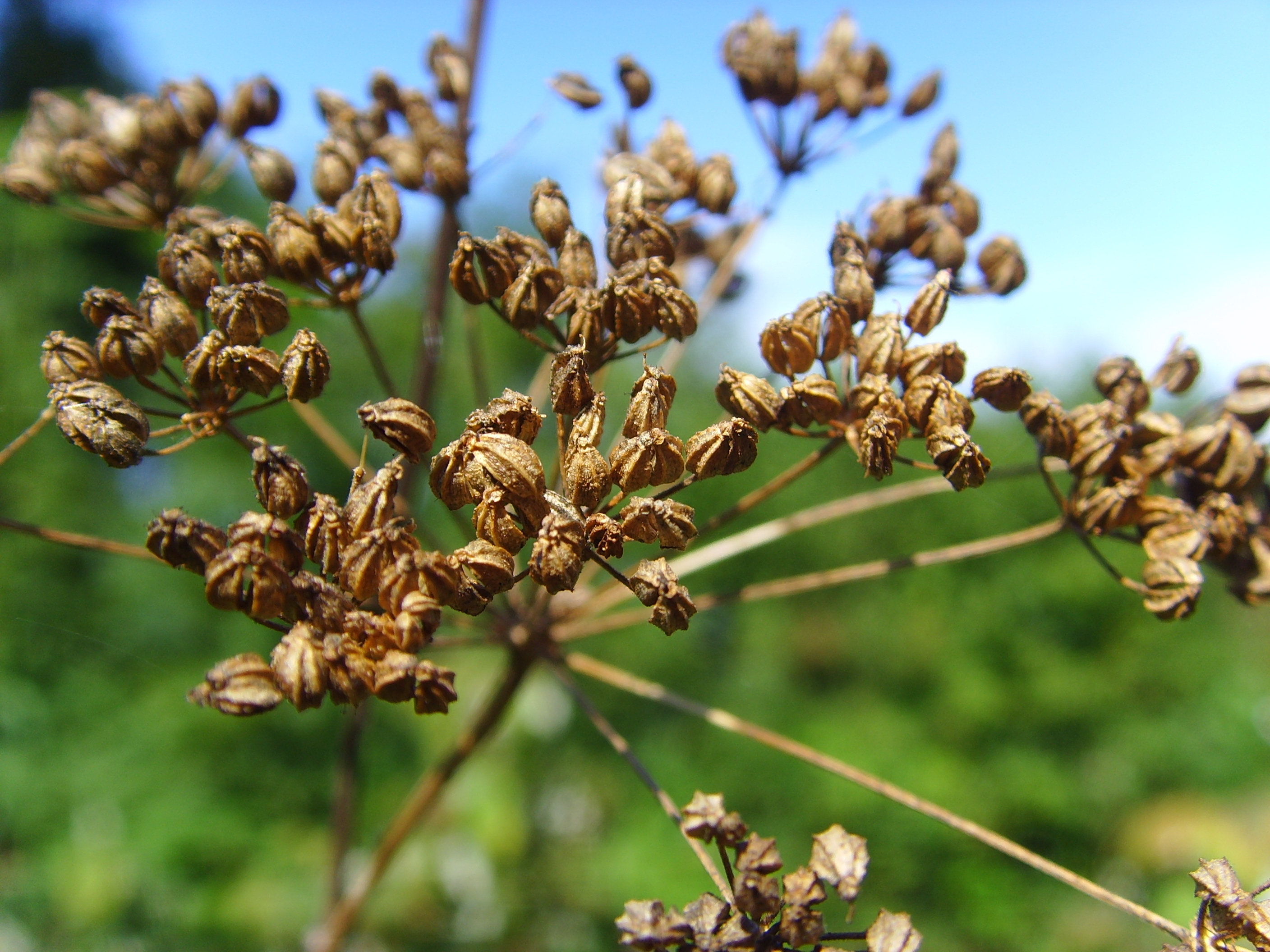
plody
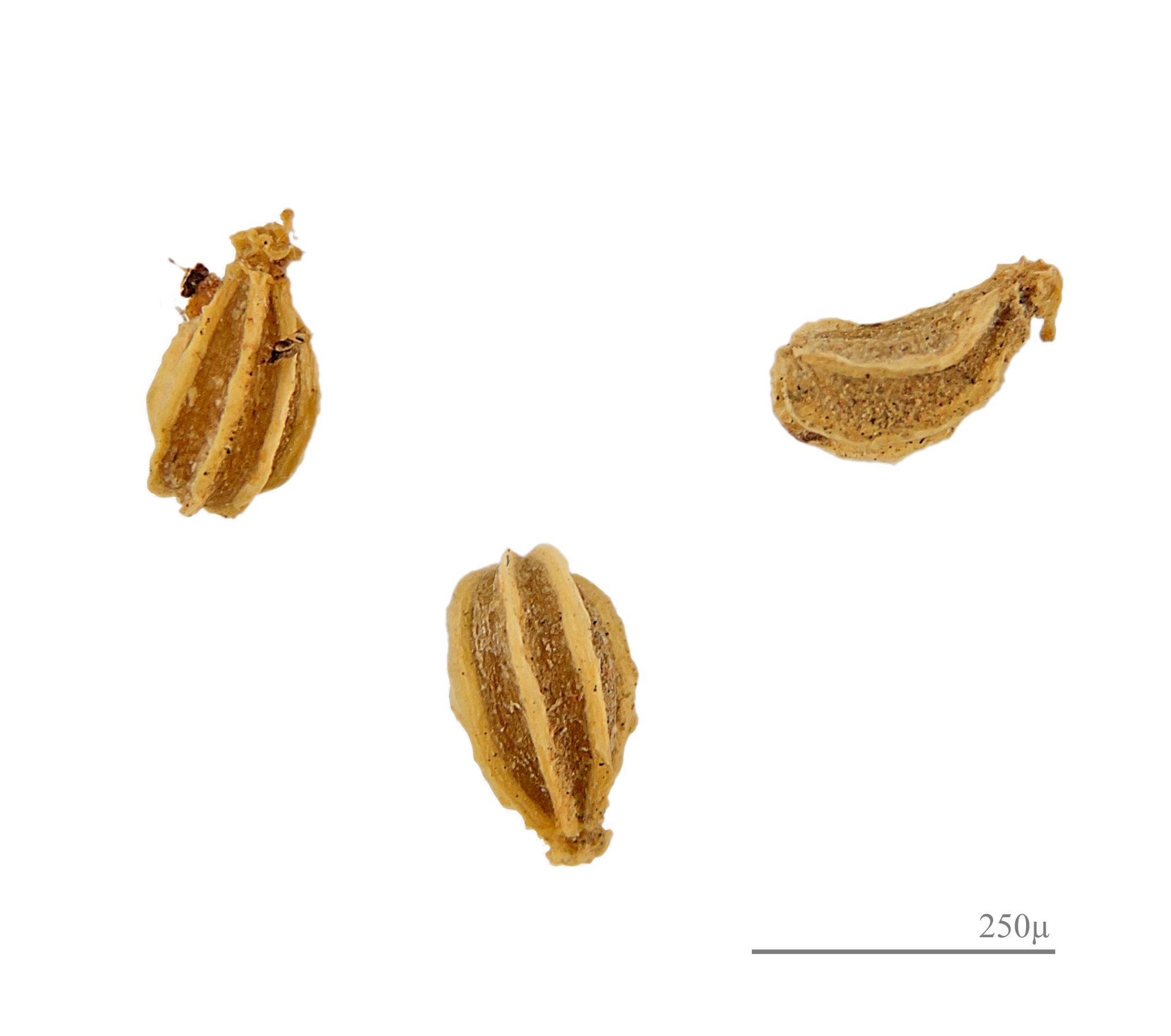